# Magnezit
Magnezit je mineral s kemijsko formulo MgCO3 (magnezijev karbonat). 
Mešani kristali magnezita in železovega(II) karbonata (ankerit) imajo slojasto strukturo, v kateri se sloji karbonatnih skupin izmenjujejo s sloji magnezija in železovega(II) karbonata.  V mineralu so lahko prisotne tudi majhne količine mangana, kobalta in niklja.

## Nahajališča
Magnezit se pojavlja v žilah ali kot razkrojni produkt ultramafičnih kamnin, serpentinita in drugih z magnezijem bogatih kamnin na kontaktnih in delno metamorfnih terenih. 
Magneziti so pogosto kriptokristalinični in vsebujejo kremen v obliki opala ali roženca.
Pojavlja se tudi kot sekundarni karbonat v regolitu nad ultramafičnimi kamninami, kjer se je odložil po razpadu magnezij vsebujočih mineralov z ogljikovim dioksidom in podtalnico.

## Nastanek
Magnezit lahko nastane s karbonatnim metasomatizmom peridotita in drugih ultra bazičnih kamnin. Nastaja tudi karbonizacijo olivina v prisotnosti vode in ogljikovega dioksida pri povišani temperaturi in visokem tlaku, značilnem za sklade zelenih skrilavcev. Iz serpentinita nastaja s karbonizacijo magnezijevega serpentina (lizardit) z naslednjo kemijsko reakcijo:
2Mg3Si2O5(OH)4 + 3CO2 → Mg3Si4O10(OH)2 + 3 MgCO3 + H2O
serpentin + ogljikov dioksid  → lojevec  + magnezit + voda
Če reakcija poteka v laboratoriju, nastane pri sobnih pogojih magnezijev karbonat trihidrat (MgCO3•3H2O, neskehonit). Rezultat je privedel do domneve, da je v nastajanje brezvodnega magnezijevega karbonata pri nizki  temperaturi vključena nekakšna »dehidracijska pregrada«. Laboratorijski poskusi s formamidom (HC(O)NH2) in enako tekočo vodo take dehidracijske pregrade niso potrdili. Glavna težava - tvorba kristalizacijskih jeder brezvodnega magnezijevega karbonata, se pojavlja tudi v brezvodnih raztopinah. Glavna ovira za tvorbo kristalizacijskih jeder magnezita pri nizkih temperaturah torej ni kationska dehidracija, ampak prostorska razporeditev karbonatnih anionov.
Magnezit so odkrili v mladih sedimentih, podzemskih jamah in zemlji. Za njegovo nastajanje pri nizki temperaturi (40 °C) sta dokazano potrebna izmenično raztapljanje in obarjanje.
Magnezit so odkrili tudi v meteoritu ALH 84001, ki naj bo izviral z Marsa,  in na samem  Marsu, na slednjem z infrardečo spektroskopijo s satelitske orbite. Temperatura nastajanja tega magnezita je še vedno predmet razprav. Nastajanje magnezita pri nizkih temperaturah tudi sicer še ni dorečeno in bi lahko bilo rezultat obsežne sekvestracije ogljika.
Z magnezijem bogat olivin (forsterit) je bolj nagnjen k nastajanju magnezita iz peridotita, z železom bogat  olivin (fajalit) pa nastajanju zmesi magnezit-magnetit-kremen.
Magnezit lahko nastane tudi z metasomatismom v skarnih in dolomitskih apnencih, povezanih z volastonitom, periklazom in lojevcem.

## Uporaba
Na podoben način, kot se z žganjem apnenca (CaCO3) pridobiva žgano apno (CaO), se iz magnezita pridobiva MgO, ki je v mineralni obliki znan kot periklaz. MgO je zaradi velike obstojnosti pri visokih temperaturah pomembna surovina za proizvodnjo bazične ognjeodporne opeke za oblaganje plavžev in peči, na primer za sežig odpadkov.
Magnezit se uporablja tudi kot vezivo, na primer za talne ploščice, katalizator in filter v proizvodnji sintetičnega gumija, surovina za druge magnezijeve spojine in umetno gnojilo. 